# Delta Motorsport
A Delta Motorsport (também conhecida como Delta Racing) é uma equipa de corridas britânica. Esta equipa tem uma base perto do Circuito de Silverstone.
A Delta Motorsport compete em muitos campeonatos, mas é mais conhecida por desenhar e construir os carros que competem no campeonato Grand Prix Masters.
Nos últimos anos têm fornecido apoio de engenharia à Hitech Racing e em 2009, está a operar, juntamente com a Alan Docking Racing, a equipa do CR Flamengo na Superleague Fórmula.